# Rnbstylerz
Rnbstylerz, właśc. Paweł Turski (urodzony w 1988 roku w Radymnie) – polski wykonawca muzyczny.
W 2019 roku stworzył kawałek „Like Wooh Wooh”, który łącznie został przesłuchany ponad 47 mln razy na Spotify'u, a także wykorzystany w ponad 43 tysiącach krótkich wideo na TikToku. W styczniu 2023 roku Rnbstylerz został najczęściej słuchanym polskim wykonawcą na Spotify (ponad 2,85 miliona osób), wyprzedzając między innymi Dawida Podsiadło (niecałe 2,7 miliona) oraz Sanah (2,4 miliona). Jego piosenka służy za tło w memach z Tomem Hardym.
W kwietniu 2024 „Like Wooh Wooh” uzyskał certyfikat platynowej płyty.